# Esko
Stacey Walroud (Almere, 7 maart 1994), beter bekend onder zijn artiestennaam Esko, is een Nederlands muziekproducent en rapper. Hij is onder andere bekend van zijn samenwerking met artiesten zoals Sevn Alias, Jonna Fraser en Josylvio.

## Carrière
Walroud richtte in 2014 samen met zijn vriend Bart van Houten het platenlabel Van Klasse op.
In 2016 bracht Walroud meerdere singles uit met rapper Sevn Alias, hiervan haalden er twee een gouden plaat. Begin 2017 bracht hij in samenwerking met Josylvio de single Westside uit, deze werd bekroond met een platina plaat. 
Op 20 april 2018 bracht Walroud voor het eerst een album uit, genaamd Beats By Esko. Op het album staan nieuwe geproduceerde singles in samenwerking met veel verschillende artiesten zoals Bokoesam, Ronnie Flex, Latifah, Josylvio en Famke Louise. Het album behaalde de eerste positie in de Nederlandse Album Top 100. Tevens behaalde het nummer Hey meisje, dat op het album stond, de eerste positie van de Nederlandse Single Top 100; dit was Walrouds eerste nummer één-hit.
In mei 2018 en juni 2019 won Walroud de FunX Music Award in de categorie Best Producer.

## Prijzen
| Jaar | Prijs             | Categorie     | Resultaat | Opmerkingen |
| ---- | ----------------- | ------------- | --------- | ----------- |
| 2018 | FunX Music Awards | Best producer | Gewonnen  | [ 5 ]       |
| 2019 | FunX Music Award  | Best producer | Gewonnen  | [ 6 ]       |

- International Standard Name Identifier: 0000 0004 0730 5990
- MusicBrainz: 1c99689f-2ded-420b-a09a-1ba160bf6048